# Jussi Adler-Olsen

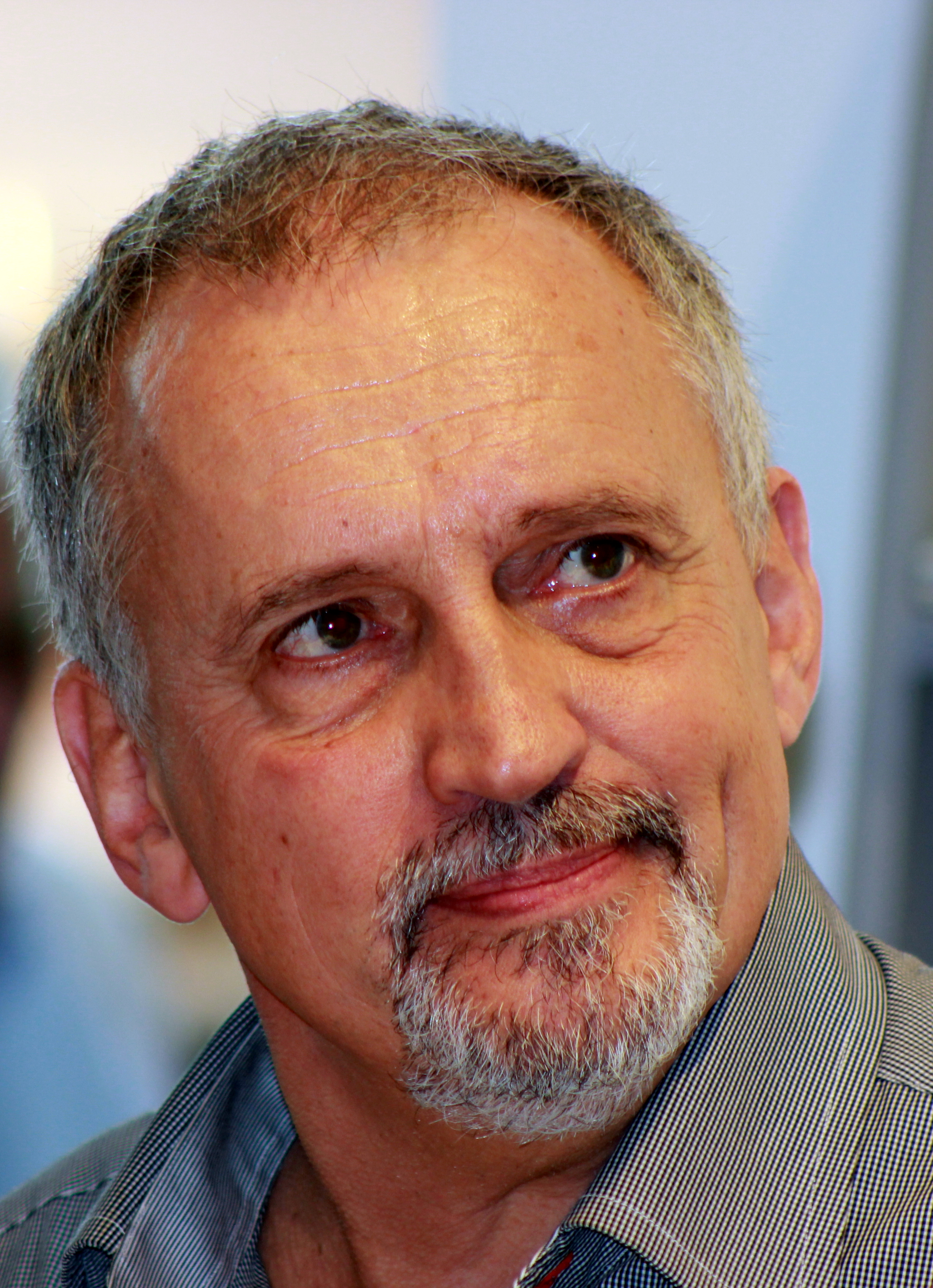
Jussi Adler-Olsen auf der Frankfurter Buchmesse 2012

Carl Valdemar Jussi Henry Adler-Olsen (* 2. August 1950 in Kopenhagen) ist ein dänischer Autor von Kriminalromanen. Seine Bücher wurden in mehr als 40 Sprachen übersetzt mit einer Gesamtauflage von über 27 Millionen Exemplaren.

## Leben

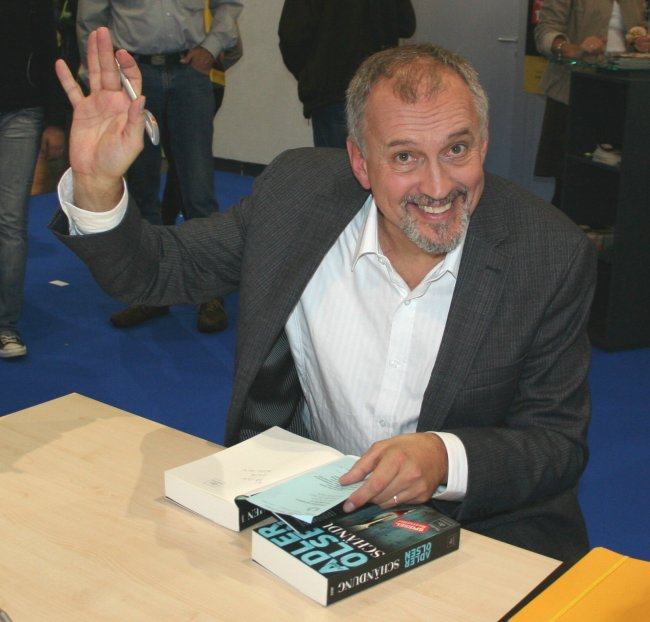
Jussi Adler-Olsen (2010)

Jussi Adler-Olsen, Sohn eines Psychiaters, studierte zunächst Medizin, Soziologie, Politische Geschichte und Filmwissenschaft und war in verschiedenen Berufen tätig, unter anderem als Geschäftsführer in Verlagen, als Redakteur und Komponist. Weiter wirkte er als Koordinator der dänischen Friedensbewegung, im Vorstand von DK Technologies A/S in Kopenhagen und der Solarstocc AG in Kempten.
1997 erschien sein erster Thriller Alfabethuset, der in die Niederlande (Het Alfabethuis, Uniboek, 2000) sowie nach Schweden (Alfabethuset, Bra Böcker, 2000), Finnland (Aakkostalo, 2000), Spanien (La casa del alfabeto, Planeta, 2004), Südamerika, Norwegen und Deutschland (Das Alphabet-Haus, 2012) verkauft wurde und dort viele Bestsellerlisten eroberte. Dasselbe gilt für seine beiden international ausgerichteten Thriller And She Thanked the Gods und The Washington Decree.
Den Durchbruch in seinem Heimatland Dänemark erzielte er 2007 mit dem Roman Kvinden i buret (deutscher Titel: Erbarmen), dem ersten Fall für Carl Mørck vom Sonderdezernat Q. Der deutschen Ausgabe gelang der Sprung bis auf Platz 2 der Spiegel-Bestsellerliste (Stand: 13. September 2010). Seit dem Erscheinen des Bestsellers Fasandræberne (dt. Schändung), dem zweiten Teil der Serie um Mørck, gilt Adler-Olsen als bestverkaufter dänischer Krimiautor. Der deutschen Hardcover-Ausgabe gelang der Sprung bis an die Spitze der Spiegel-Bestsellerliste (Stand: 6. September 2010).
Die Carl-Mørck-Reihe fand auch den Weg ins Kino und zum TV. So wurden seit 2013 sechs Bücher mit Carl Mørck vom Sonderdezernat Q verfilmt. Im Jahr 2025 startete die Netflix-Serie Dept. Q. Verfilmt wurde das erste Buch Erbarmen. Dabei wurde die Handlung von Kopenhagen ins schottische Edinburgh verlegt.
Adler-Olsen ist verheiratet und hat einen erwachsenen Sohn. Die Familie lebte bis 2016 in Allerød, seitdem in Kopenhagen–Valby. In seiner Freizeit renoviert er mit Vorliebe alte Gebäude und spielt seine eigene Musik.
2018 erschien die erste Biografie über Jussi Adler-Olsen: Die vielen Leben des Jussi Adler-Olsen (dtv), verfasst von dem dänischen Journalisten Jonas Langvad Nilsson.
Anfang Februar 2025 gab Adler-Olsen bekannt, unheilbar an Knochenmarkkrebs erkrankt zu sein.

## Rezeption
Zum Roman Verheißung. Der Grenzenlose: „Bei all dem Düsteren, das der Tod eines jungen Mädchens und der Selbstmord eines Kollegen zwangsläufig mit sich bringt, kommt auch die Komik nicht zu kurz. Eine Gratwanderung, die gelingt, ist Adler-Olsons große Kunst. Für den Witz ist Moercks Assistent Assad zuständig, der so seine Schwierigkeiten mit der dänischen Sprache hat und ‚er hat seine Katze‘ sagt, wenn sein Chef zu viel getrunken hat und er eigentlich Kater meint.“ (Britta Schultejans, Recklinghäuser Zeitung 18. März 2015)

## Werk

### Romane

#### Sonderdezernat Q: Carl-Mørck-Reihe
- Carl Mørck 1:

Kvinden i buret. 2007.
Erbarmen. Aus dem Dänischen von Hannes Thiess, dtv premium, München 2009, ISBN 978-3-423-24751-1.
- Carl Mørck 2:

Fasandræberne. 2008.
Schändung. Aus dem Dänischen von Hannes Thiess, dtv premium, München 2010, ISBN 978-3-423-24787-0. (Platz 1 der Spiegel-Bestsellerliste vom 6. bis zum 26. September 2010)
- Carl Mørck 3:

Flaskepost fra P. 2009.
Erlösung. Aus dem Dänischen von Hannes Thiess, dtv premium, München 2011, ISBN 978-3-423-24852-5. (Platz 1 der Spiegel-Bestsellerliste vom 4. Juli bis zum 21. August 2011)
- Carl Mørck 4:

Journal 64. 2010.
Verachtung. Aus dem Dänischen von Hannes Thiess, dtv, München 2012, ISBN 978-3-423-28002-0. (Platz 1 der Spiegel-Bestsellerliste vom 10. bis zum 23. September 2012)
- Carl Mørck 5:

Marco Effekten. 2012.
Erwartung. Aus dem Dänischen von Hannes Thiess, dtv, München 2013, ISBN 978-3-423-28020-4. (Platz 1 der Spiegel-Bestsellerliste vom 23. September bis zum 3. November 2013)
- Carl Mørck 6:

Den grænseløse. 2014.
Verheißung. Aus dem Dänischen von Hannes Thiess, dtv, München 2015, ISBN 978-3-423-28048-8. (Platz 1 der Spiegel-Bestsellerliste vom 21. März bis zum 29. Mai 2015)
- Carl Mørck 7:

Selfies. 2016.
Selfies. Aus dem Dänischen von Hannes Thiess, dtv, München 2017, ISBN 978-3-423-28107-2. (Platz 1 der Spiegel-Bestsellerliste vom 18. März bis zum 5. Mai und vom 13. bis zum 19. Mai 2017)
- Carl Mørck 8:

Offer 2117. 2019.
Opfer 2117. Aus dem Dänischen von Hannes Thiess, dtv, München 2019, ISBN 978-3-423-28210-9.
- Carl Mørck 9:

Natrium Chlorid. 2021.
Natrium Chlorid. Aus dem Dänischen von Hannes Thiess, dtv, München 2021, ISBN 978-3-423-28280-2.
- Carl Mørck 10:

Syv m2 med lås. 2023.
Verraten. Aus dem Dänischen von Hannes Thiess, dtv, München 2024, ISBN 978-3-423-28352-6
Mit Band 11 gibt es im Sonderdezernat Q eine große personelle Veränderung: Carl Mørck quittiert seinen Dienst; seine Nachfolgerin wird die Französin Helena Henry. Auch bezüglich Autorenschaft gibt es Neuerungen. Nebst Jussi Adler-Olsen tritt das Bestseller-Duo Line Holm und Stine Bolther als Co-Autoren auf. Die Beiden sollen die Q-Reihe – mit Adler-Olsen im Hintergrund – fortschreiben, da dieser an unheilbarem Krebs erkrankt ist.
- Carl Mørck 11:

Døde sjæle synger ikke. 2025.
Tote Seelen singen nicht. Aus dem Dänischen von Friederike Buchinger, Penguin Verlag, München 2025, ISBN 978-3-328-60345-0.

#### Sonstige
- Alfabethuset. 1997.

Das Alphabethaus. Übers. Hannes Thiess, Marieke Heimburger. dtv premium, München 2012, ISBN 978-3-423-24894-5. (Platz 1 der Spiegel-Bestsellerliste vom 6. Februar bis zum 11. März 2012)
- Firmaknuseren. 2003
- Washington Dekretet. 2006

Das Washington-Dekret. Übers. Hannes Thiess, Marieke Heimburger. dtv premium, München 2013, ISBN 978-3-423-28005-1.
- Og hun takkede guderne. 2008. (Originalausgabe)

Takeover. Übers. Hannes Thiess, Marieke Heimburger. dtv, München 2015. ISBN 978-3-423-28070-9.

### Kinderbücher
- Smørhat (Butterhat). 1997–1999.

### Kurzgeschichten
- Der Spalt von Lünen in Mords. Metropole. Ruhr – Mord am Hellweg V – Kriminalstorys (S. 11–24). Deutsch von Stefanie Bergmann, Grafit Verlag 2010, ISBN 978-3-89425-377-6, (Hrsg. H.P. Karr, Herbert Knorr, Sigrun Krauß).
- Små diskrete drab. Kriminovelle

Miese kleine Morde. Aus dem Dänischen von Hannes Thiess, dtv, München 2018, ISBN 978-3-423-21762-0.

### Hörbücher
- 2009: Erbarmen, Der Audio Verlag (DAV) Berlin, gelesen von Ulrike Hübschmann und Wolfram Koch, ISBN 978-3-89813-884-0, (gekürzt, 5 CDs 386 Min.)
- 2011: Erlösung, Der Audio Verlag (DAV) Berlin, gelesen von Wolfram Koch, ISBN 978-3-86231-062-3 (gekürzt, 6 CD, 501 Min.)
- 2012: Schändung, Der Audio Verlag (DAV) Berlin, gelesen von Wolfram Koch, ISBN 978-3-89813-990-8, (gekürzt, 6 CDs 443 Min.)
- 2012: Das Alphabethaus, Der Audio Verlag (DAV), Berlin, gelesen von Wolfram Koch, Berlin, ISBN 978-3-86231-103-3 (gekürzt 6 CDs, ca. 504 Min.)
- 2012: Verachtung, Der Audio Verlag (DAV), Berlin, gelesen von Wolfram Koch, ISBN 978-3-86231-170-5 (gekürzt, 6 CDs 476 Min.)
- 2013: Das Washington-Dekret, Der Audio Verlag (DAV), Berlin, gelesen von Wolfram Koch, ISBN 978-3-86231-203-0 (gekürzt, 8 CDs, 480 Min.)
- 2013: Erwartung, Der Audio Verlag (DAV), Berlin, gelesen von Wolfram Koch, ISBN 978-3-86231-306-8 (8 CDs, 668 Min.)
- 2015: Verheißung, Der Audio Verlag (DAV), Berlin, gelesen von Wolfram Koch, ISBN 978-3-86231-503-1 (2 MP3-CDs, 980 Min.)
- 2015: Takeover, Der Audio Verlag (DAV), Berlin, gelesen von Wolfram Koch, ISBN 978-3-86231-539-0 (8 CDs, 623 Min.)
- 2017: Selfies, Der Audio Verlag (DAV); Berlin, gelesen von Wolfram Koch, ISBN 978-3-86231-987-9 (2 MP3-CDs, 1036 Min.)

### Film- und Comic-Bücher
- Groucho & Co’s groveste. 1984.
- Dansk tegneserie lexikon – den store Komiklex. 1985.
- Groucho …en Marx Brother bag facaden. 1985.

### Filme
- Erbarmen, 2013
- Schändung, 2014
- Erlösung, 2016
- Verachtung, 2018
- Erwartung – Der Marco-Effekt, 2021
- Verheißung: Der Grenzenlose, 2024

### TV-Serie
- Dept. Q (9 Episoden), 2025

### Theaterstücke
- Spidsrod (Running the Gauntlet). 1999–2005, Stück in zwei Akten.

## Auszeichnungen
- 2010 Læsernes bogpris als bestes dänisches Fiction-Buch 2009 für Flaskepost fra P. (dt. Erlösung. dtv, München 2010)
- 2010 Harald-Mogensen-Preis der dänischen Kriminalakademie (Det danske Kriminalakademi) für Flaskepost fra P.
- 2010 Skandinavischer Krimipreis für Flaskepost fra P.
- 2011 De Gyldne Laurbær 2010 für Journal 64
- 2012 Barry Award/Bester Roman für The Keeper of Lost Causes (dt. Erbarmen. dtv, München 2009)
- 2014 Ripper Award[7]
- 2015 MIMI Krimi-Publikumspreis des Deutschen Buchhandels[8]
- 2020 Rheinbacher Glasdolch der Rheinbacher Krimiwoche[9]

## Belege
1. ↑  Fact Sheet Jussi Adler-Olsen. Oktober 2023, abgerufen am 2. August 2025 (dänisch). auf der Website von Jussi Adler-Olsen
2. ↑  Dept. Q: Die Thriller-Verfilmung hat noch Stoff für 10 weitere Seasons. 30. Mai 2025, abgerufen am 30. Mai 2025.
3. ↑  Anne Sørensen: Danmarks bedst sælgende forfatter har solgt sin villa. In: TV2.dk. 22. Januar 2017, abgerufen am 15. Oktober 2019 (dänisch).
4. ↑  Jussi Adler-Olsen unheilbar an Krebs erkrankt. In: rnd.de. 1. Februar 2025, abgerufen am 1. Februar 2025.
5. ↑  Jussi Adler-Olsens Thrillerserie ums Sonderdezernat Q geht weiter. Abgerufen am 16. August 2025.
6. ↑  16. Lüneburger Krimifestival! Jussi Adler-Olsen, Stine Bolther & Line Holm: Tote Seelen singen nicht. 25. Oktober 2025, abgerufen am 16. August 2025.
7. ↑  Jussi Adler-Olsen erhält "Ripper Award". Abgerufen am 30. Januar 2023.
8. ↑  MIMI – Krimi Publikumspreis des Buchhandels. Abgerufen am 30. Januar 2023 (deutsch).
9. ↑  Mario Quadt: Auszeichnung bei Rheinbacher Krimi-Woche: Autor Jussi Adler-Olsen bekommt den Glasdolch verliehen. 8. Februar 2020, abgerufen am 30. Januar 2023.

| Personendaten    | Personendaten                                               |
| ---------------- | ----------------------------------------------------------- |
| NAME             | Adler-Olsen, Jussi                                          |
| ALTERNATIVNAMEN  | Adler-Olsen, Carl Valdemar Jussi Henry (vollständiger Name) |
| KURZBESCHREIBUNG | dänischer Krimiautor                                        |
| GEBURTSDATUM     | 2. August 1950                                              |
| GEBURTSORT       | Kopenhagen                                                  |